# 1902 en photographie
| Années de la photographie : 1899 - 1900 - 1901 - 1902 - 1903 - 1904 - 1905    |
| Décennies de la photographie : 1870 - 1880 - 1890 - 1900 - 1910 - 1920 - 1930 |

Cet article présente les faits marquants de l'année 1902 en photographie.

## Événements
- Création par Alfred Stieglitz, Gertrude Käsebier, Fred Holland Day et Eva Watson-Schütze de Photo-Secession, un mouvement américain qui promeut la photographie en tant qu'art en général et la photographie picturale en particulier[1].
- Création à Montréal de L'Album universel, hebdomadaire illustré de nombreuses photographies.
- La photographe canadienne Jessie Tarbox Beals est embauchée comme photojournaliste par The Buffalo Inquirer et The Courier à Buffalo dans l'état de New York[2],[3].
- La firme Carl Zeiss commercialise le Tessar, un objectif photographique à quatre lentilles.
- novembre : création de la firme allemande Plaubel, fabricant d'appareils photographiques.

## Photographies notables

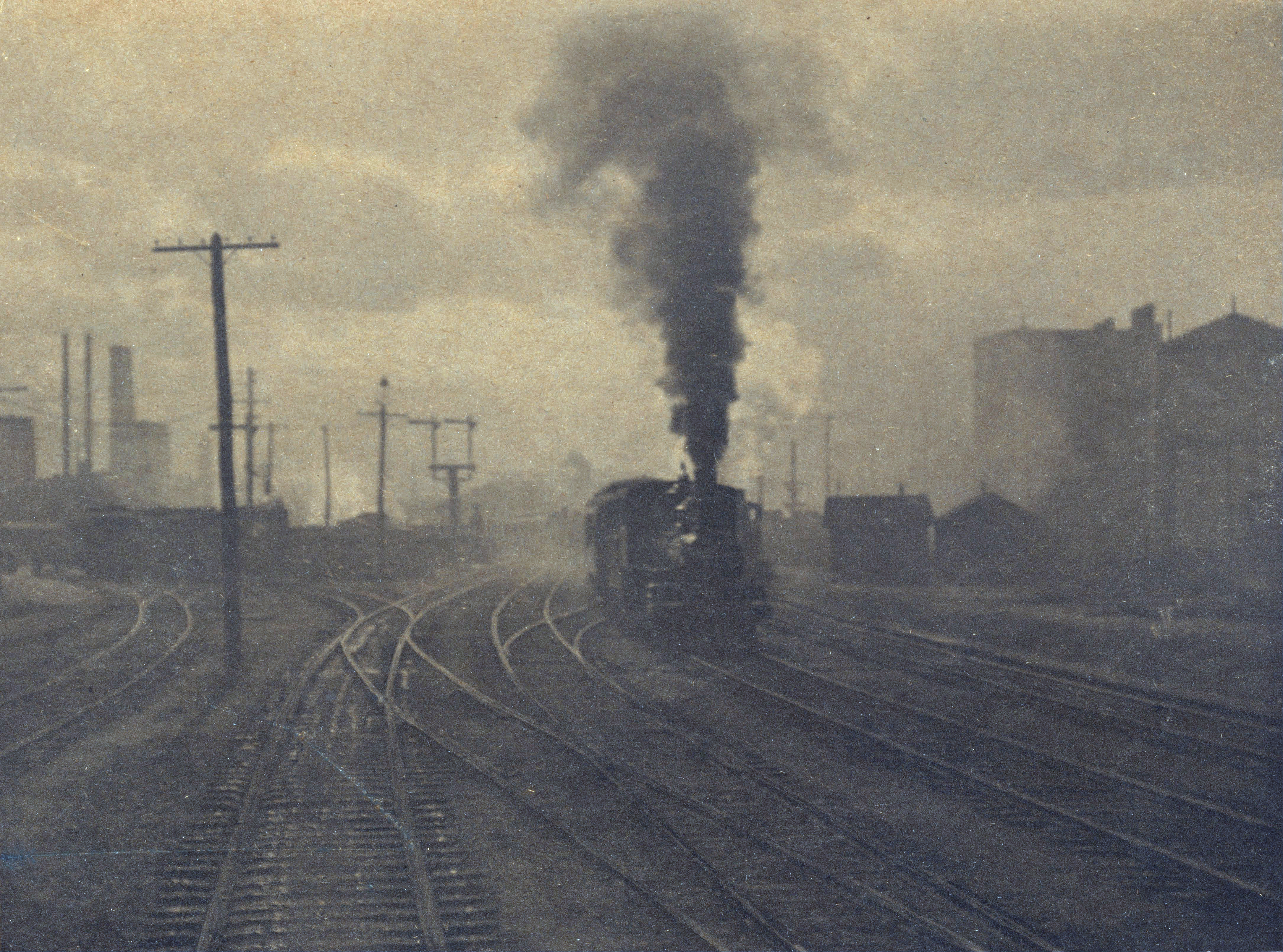
Alfred Stieglitz, The Hand of Man.

- Georges Demenÿ, Chronophotographie d'un coureur.

- Alfred Stieglitz, The Hand of Man (en), représentant une locomotive dans la gare de triage de Long Island ; le titre fait allusion à l'action de l'homme dans le paysage urbain[4].
- 4 janvier : la revue française L'Illustration publie les photographies des Alpes prises d'un ballon par Eduard Spelterini dans un article intitulé : « À travers la Suisse en ballon ».

## Livres de photographies

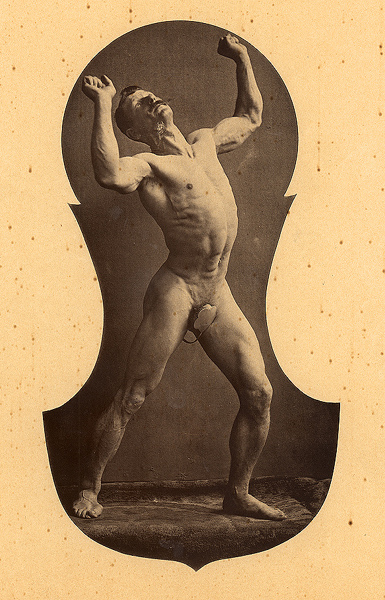
Émile Bayard, Nu masculin dans Le Nu esthétique.

- Le critique d'art Émile Bayard publie à Paris à partir d'octobre 1902 et jusqu'en septembre 1907 une revue, vendue en livraisons hebdomadaires : Le Nu esthétique : l'homme, la femme, l'enfant. Album de documents artistiques inédits d'après nature présentant des nus académiques ; les photographies sont réalisées par E. Forestier[5] ; le no  23 d'août 1904 est préfacé par Jean-Léon Gérôme : « La photographie est un art. La photographie force les artistes à se dépouiller de la vieille routine et à oublier les vieilles formules. Elle nous a ouvert les yeux et forcé à regarder ce qu'auparavant nous n'avions jamais vu »[6].

## Études, essais, articles
- Josef Maria Eder (trad. Édouard Belin), Système de sensitométrie des plaques photographiques, Paris, Gauthier-Villars, coll. « Bibliothèque photographique », 1903, VI-152 p..

## Expositions
- Alfred Stieglitz organise à New York au National Arts Club (en) une exposition de photographies à laquelle participent les photographes du groupe Photo-Secession.
- Une section Esposizione internationale di fotografia artistica est organisée lors de la Première exposition internationale d'art décoratif moderne à Turin[7].

## Prix et récompenses
- Médaille du progrès de la Royal Photographic Society : Joseph Swan.

## Naissances
- 18 janvier : Otto Umbehr, dit Umbo, photographe et photojournaliste allemand, mort le 13 mai 1980.
- 4 février : 
  - Manuel Álvarez Bravo, photographe mexicain, mort le 19 octobre 2002.
  - Max Kettel, reporter-photographe suisse, mort le 30 janvier 1961.
- 10 février : Jeanne Devos, photographe française, morte le 18 juin 1989.
- 20 février : Ansel Adams, photographe américain, mort le 22 avril 1984.
- 1er avril : Denise Colomb, photographe française, morte le 1er janvier 2004.
- 18 avril : Wynn Bullock, photographe américain, mort le 16 novembre 1975.
- 25 mai : Jaroslav Rössler, photographe tchèque, mort le 5 janvier 1990.
- 29 juillet : Jacques-André Boiffard, un des photographes du groupe surréaliste (exclu en 1929) et médecin français, mort le 22 juillet 1961.
- 22 août : Leni Riefenstahl, réalisatrice et photographe allemande, morte le 8 septembre 2003.
- 31 août : Germaine Kanova, photojournaliste et photographe de guerre française, morte le 27 janvier 1975.
- 24 septembre : Jean Besancenot, ethnologue et photographe français, mort le 27 juillet 1992.
- 18 septembre : Willy Zielke, photographe, cinéaste et cadreur allemand, mort le 16 juin 1989.
- 20 septembre : Denise Bellon, photographe française, proche du mouvement surréaliste, morte le 31 octobre 1999.
- 6 octobre : Björn Soldan, photographe et réalisateur de cinéma finlandais, mort le 9 septembre 1953.
- 4 novembre : Pierre Verger, photographe français, mort le 11 février 1996.
- 16 novembre : Alfonso Sánchez Portela, photographe espagnol, mort le 11 mars 1990.
- 19 novembre : René Zuber, photographe et documentariste français, mort le 12 juillet 1979.
- 8 décembre : Zofia Chomętowska, photographe polonaise, morte le 20 mai 1991.
- Date précise non renseignée ou inconnue :
  - Minoru Sakata, photographe japonais, mort en 1974.

## Décès
- 4 février : George N. Barnard, photographe américain, connu pour ses photographies de la guerre de Sécession, né le 23 décembre 1819.
- 19 février : Louise Rosalie Gaspard, photographe française, née le 16 juin 1821.
- 11 mai : 
  - Albert Kirchner, photographe et cinéaste français, né le 8 septembre 1860.
  - Richard Leach Maddox, photographe et physicien anglais, né le 4 août 1816.
- 9 juin : Marie Melina Grin dite Madame Vaudé-Green, photographe française spécialisée dans la photographie d’œuvres religieuses, née le 3 juin 1822.
- 12 juin : Josep Maria Cañellas, photographe catalan actif à Paris, né le 19 février 1856.
- 22 septembre : Andrew Joseph Russell, photographe américain, né le 20 mars 1829.
- 18 décembre : Louis Dodéro, photographe français actif à Marseille, né le 6 septembre 1824.
- 21 décembre : Henri Mairet, photographe français, né le 18 juin 1850.
- Date précise inconnue ou non renseignée :
  - Vichen Abdullahian, photographe arménien ottoman, créateur avec ses frères Kevork et Hovsep du studio photographique Abdullah Frères à Constantinople, né en 1820.
  - Joseph Tairraz, guide de montagne français, pionnier de la photographie de haute montagne, né en 1827.
  - Ali Khan Vali, homme d'État iranien, qui a pratiqué la photographie, né en 1845.

## Célébrations
Centenaire de naissance
- Louis Désiré Blanquart-Évrard
- David Octavius Hill
- Jules Itier
- Sarah Louise Judd
- Félix-Jacques Moulin
- Alexandre Clausel
- Lorenzo Suscipj